# Оболенский, Михаил Александрович (физик)
Оболенский Михаил Александрович (1940, Москва — 2011, Харьков), советский и украинский физик-экспериментатор, педагог, доктор физико-математических наук (1993), профессор (1994), академик Высшей школы Украины (1994), Заслуженный профессор Харьковского национального университета им. В. Н. Каразина (2001). Автор важных экспериментальных работ в области физики высокотемпературной сверхпроводимости.

## Биография
Михаил Александрович Оболенский родился 22 июля 1940 в Москве. В начале июня 1941 Михаила привезли в Харьков «на лето» к родителям матери. Так, последующие три года он провел в оккупированном Харькове и остался в этом городе на всю жизнь. Среднюю школу окончил с серебряной медалью. После окончания физического факультета Харьковского государственного университета в 1964 поступил в аспирантуру при кафедре экспериментальной физики факультета, в 1971 защитил кандидатскую диссертацию. Работал ассистентом, доцентом кафедры физики низких температур. В 1993 защитил докторскую диссертацию на тему «Сверхпроводимость в квазидвумерных системах», в 1994 получил звание профессора. С 1987 по 2011 — заведующий кафедрой физики низких температур ХНУ им. В. Н. Каразина. Разработал и преподавал курсы «Электронные свойства металлов при низких температурах», «Основы научных исследований», «Физика высокотемпературных сверхпроводников», основал специализацию кафедры «Высокотемпературная сверхпроводимость». Создал уникальную лабораторную базу для подготовки специалистов в области физики низких температур и криогенной техники. Десятки выпускников кафедры стали кандидатами наук, многие защитили докторские диссертации. Сейчас работают в Украине, США, Нидерландах, Англии, Испании и других странах. Скончался Михаил Александрович Оболенский 9 сентября 2011. Похоронен на 17-м городском кладбище.

## Семья
- Отец — Оболенский Александр Григорьевич, инженер (1908—2002)
- Мать — Оболенская (Рохман) Мария Петровна (1916—2002)
- Жена — Оболенская (Вовк) Раиса Сергеевна (1945 г.р.)
- Сын — Оболенский Александр Михайлович, пилот (1968—2020)
- Сын — Оболенский Евгений Михайлович, инженер (1976 г.р.)
- Дочь — Оболенская Анна Михайловна, психолог (1985 г.р.)

## Научная деятельность
Научные интересы М. А. Оболенского были связаны с исследованиями области электронных свойств металлов при низких температурах, сверхпроводимости, водородной энергетики, физики низких температур. После открытия в 1986 г. высокотемпературной сверхпроводимости активно включился в исследования этого, важнейшего с фундаментальной и практической точек зрения, явления и получил ряд приоритетных результатов. М. А. Оболенский руководил проектами (темами исследований), при выполнении которых были полученные важные научные результаты: разработана методика выращивания монокристаллов высокотемпературных сверхпроводников, которые не уступали наилучшим (на тот момент) образцам, полученных в других лабораториях мира; были созданы накопители водорода; проведено исследование магнитных свойств сверхпроводников, а также фазовых переходов в низкоразмерных системах.
Проходил научную стажировку в Польше и Голландии, неоднократно работал в Греции по научным грантам NATO. Участвовал научных проектах УНТЦ и INTAS. Получил международный сертификат «Современные тенденции в области изучения и применение магнитострикции» (2000).
Автор около 200 статей, соавтор 10 авторских свидетельств об изобретениях. Соавтор монографии «Активация водорода и водородсодержащих энергоносителей» (1993). Подготовил 5 кандидатов и 1 доктора наук.
Был членом редколлегии журналов «Физика низких температур» и «Вестник ХНУ им. В. Н. Каразина» (серия «физика»), двух специализированных советов по присвоению докторских и кандидатских степеней, ученого совета ХНУ им. В. Н. Каразина.

## Избранные публикации по высокотемпературной сверхпроводимости
1. R.V. Vovk, M.A. Obolenskii, Z.F. Nazyrov, I.L. Goulatis, A. Chroneos & V.M. Pinto Simoes, Electro-transport and structure of 1-2-3 HTSC single crystals with different plane defects topologies, Journal of Materials Science: Materials in Electronics, 23, 1255 (2012)
2. R.V. Vovk, M.A. Obolenskii, A.A. Zavgorodniy, Z.F. Nazyrov , I.L. Goulatis , V.V. Kruglyak and A. Chroneos, Influence of longitudinal magnetic field on the fluctuation conductivity in slightly Al-doped YBa2Cu3-zAlzO7-δ single crystals with a given topology of plane defects, Modern Physics Letters B, 25, 2131 (2011)
3. R.V. Vovk, A.A. Zavgorodniy, M.A. Obolenskii, I.L. Goulatis, A. Chroneos & V.M. Pinto Simoes, Effect of high pressure on the metal-dielectric transition and the pseudo-gap temperature range in oxygen deficient YBa2Cu3O7−δ single crystals, Journal of Materials Science: Materials in Electronics, 22, 20 (2011)
4. D.A. Lotnyk, R.V. Vovk, M.A. Obolenskii, A.A. Zavgorodniy, J. Kováč, V. Antal, M. Kaňuchová, M. Šefčiková, P. Diko, A. Feher & A. Chroneos, Evolution of the Fishtail-Effect in Pure and Ag-doped MG-YBCO, Journal of Low Temperature Physics 161, 387 (2010)
5. R.V. Vovk, M.A. Obolenskii, A.A. Zavgorodniy, I.L. Goulatis, V.I. Beletskii, A. Chroneos, Structural relaxation, metal-to-insulator transition and pseudo-gap in oxygen deficient НоBa2Cu3O7−δ single crystals, Physica C: Superconductivity, 469, 203 (2009)
6. R.V. Vovk, M.A. Obolenskii, A.A. Zavgorodniy, A.V. Bondarenko, I.L. Goulatis, A.V. Samoilov, A. Chroneos, Effect of high pressure on the fluctuation conductivity and the charge transfer of YBa2Cu3O7−δ, Journal of Alloys and Compounds, 453, 69 (2008)
7. R.V. Vovk, M.A. Obolenskii, A.A. Zavgorodniy, A.V. Bondarenko, I.L. Goulatis & A. Chroneos, Excess conductivity and pseudo-gap state in YBCO single crystals slightly doped with Al and Pr, Journal of Materials Science: Materials in Electronics, 18, 811 (2007)
8. М. А. Оболенский, Р. В. Вовк, А. В. Бондаренко, Эволюция псевдощелевого состояния в слабодопированных празеодимом монокристаллах Y1-zPrzBa2Cu3O7- d с заданной топологией плоских дефектов, ФНТ 32, 1488 (2006)
9. А. В. Бондаренко, М. Г. Ревякина, А. А. Продан, М. А. Оболенский, Р. В. Вовк, Т. Р. Ароури, Анизотропия крипа вихрей в монокристалле YBa2Cu3O7-x с однонаправленными границами двойников, ФНТ 27, 275 (2001)
10. V.V. Chabanenko, A.A. Prodan. V.A. Shklovskij, A.V. Bondarenko, M.A. Obolenskii, H. Szymczak, S. Piechota, Guiding of vortices in YBa2Cu3O7−δ single crystals with unidirected twins, Physica C: Superconductivity, 314, 133 (1999)
11. A.V. Bondarenko, V.A. Shklovskij, M.A. Obolenskii, R.V. Vovk, A.A. Prodan, M. Pissas, D. Niarchos, and G. Kallias, Resistivity investigations of plastic vortex creep in YBa2Cu3O6.95 crystals, Phys. Rev. B 58, 2445 (1998)
12. Д. Д. Балла, А. В. Бондаренко, Р. В. Вовк, М. А. Оболенский, А. А. Продан, Влияние гидростатического давления на электросопротивление и критическую температуру монокристаллов YBa2Cu3O7-d ФНТ 23, 1035 (1997)
13. М. А. Оболенский, А. В. Бондаренко, В. А. Шкловский, М. Эль-Сиидави, Р. В. Вовк, А. В. Самойлов, Д. Ниархос, М. Писсас, Г. Каллиас, А. Г. Сиваков, Сверхпроводящие параметры и динамика вихрей в допированных алюминием монокристаллах YBaCuO, содержащих однонаправленные двойники, ФНТ 21, 1200 (1995)
14. A.I. Belyaeva, S.V. Vojtsenya, V.P. Yuriyev, M.A.Obolenskii, A.V. Bondarenko, Twin boundaries role in superconducting properties formation of single crystals YBa2Cu3O7−x, Solid State Communications, 85, (1993)
15. Б. Г. Лазарев, Л. С. Лазарева, А. А. Чупиков, М. А. Оболенский, А.В .Бондарёнко Эффект порогового магнитного поля в монокристаллах YВа2Сu3O7-х ФНТ 18, 9 (1992)
16. А. В. Бондаренко, М. А. Оболенский Обратимый эффект восстановления избыточного тока в микроконтактах Y(Ho)-Ва-Сu-О-нормальный металл при больших напряжениях, ФНТ 17, 201 (1991)
17. М. А. Оболенский, А. В. Бондаренко, В. И. Белецкий, В. Н. Моргун, В. П. Попов, И. Н. Чеботаев, А. С. Панфилов, А. И. Смирнов, О. А. Миронов , С. В. Чистяков, И. Ю. Скрылев Синтез и физические свойства монокристаллов YBa2Cu3O7 ФНТ 16, 1103 (1990)
18. А. В. Бондаренко, И. М. Дмитренко, М. А. Оболенский, В. Л. Тoважнянский, Н. Я. Фогель, В. Г. Черкасова, Анизотропия НС2 и особенности резистивных переходов на орторомбических и тетрагональных монокристаллах YBa2Cu3Ox , ФНТ 15, 582 (1989)
19. Б. Л. Мерисов, Г. Я. Хаджай, М. А. Оболенский, О. А. Гавренко, Тепло- и электропроводность металлооксидной керамики Y-Ва-Сu-О в области сверхпроводящего перехода, ФНТ 14, 643 (1988)
20. М. А. Оболенский , В. А. Стародуб, Д. Д. Балла,  А. В. Бондаренко, В. Н. Баумер, Ю. В. Сюсько, В. В. Воробьев, Сверхпроводимость в системе La2-xSrxCuO4-y ФНТ 13, 768 (1987)

## Звания и награды
Заслуженный профессор ХНУ им. В. Н. Каразина (2001). Награжден почетным знаком «Отличник образования Украины» (2000). Соросовский профессор (1997). Награжден знаком «За научные достижения» (2005), стипендией им. К. Д. Синельникова Харьковской областной госадминистрации в области физики и астрономии для выдающихся ученых (2006). Лауреат премии им. Б. И. Веркина Национальной Академии Наук Украины (2008).